# Erzbistum Santo Domingo
Das Erzbistum Santo Domingo (lateinisch Archidioecesis Sancti Dominici, spanisch Arquidiócesis de Santo Domingo) ist eine in der Dominikanischen Republik gelegene römisch-katholische Erzdiözese mit Sitz in Santo Domingo.

## Geschichte

### Erstes Bistum
Das Erzbistum Santo Domingo wurde am 8. August 1511 durch Papst Julius II. mit der Päpstlichen Bulle Romanus pontifex als Bistum Santo Domingo errichtet. Es wurde dem Erzbistum Sevilla als Suffraganbistum unterstellt. Das Bistum Santo Domingo gab am 18. Dezember 1534 Teile seines Territoriums zur Gründung des Bistums Guatemala ab.
Am 12. Februar 1546 wurde das Bistum Santo Domingo durch Papst Paul III. mit der Päpstlichen Bulle Super universas orbis ecclesiae zum Erzbistum erhoben. Dem Erzbistum Santo Domingo wurden die Bistümer Comayagua, Coro, San Juan de Puerto Rico und Santiago de Cuba als Suffraganbistümer unterstellt. 1795 wurde das Erzbistum Santo Domingo infolge des Friedens von Basel aufgelöst.

### Zweites Bistum
Am 16. November 1816 wurde das Erzbistum Santo Domingo durch Papst Pius VII. mit der Päpstlichen Bulle Divini praeceptis erneut errichtet. Zudem wurde dem Erzbischof von Santo Domingo der Titel Primas von Westindien zuerkannt. In dieser Zeit umfasste das Erzbistum Santo Domingo die gesamte Insel Hispaniola. 1848 wurde dem Erzbistum Santo Domingo der Status als Metropolitanbistum aberkannt.
Am 3. Oktober 1861 gab das Erzbistum Santo Domingo Teile seines Territoriums zur Gründung der Bistümer Cap-Haïtien, Les Cayes, Les Gonaïves, Port-au-Prince und Port-de-Paix ab. Diese fünf bildeten nun in Haiti die Provinz Port-au-Prince.
1851, 1878 und 1938 wurden Diözesansynoden durchgeführt, die für die ganze Dominikanische Republik wegweisend waren.
Infolge der von Papst Pius XII. erlassenen Päpstlichen Bulle Si magna et excelsa erfolgten am 25. September 1953 weitere Gebietsabtretungen zur Gründung der Bistümer La Vega und Santiago de los Caballeros sowie der Territorialprälatur San Juan de la Maguana. Zudem wurde das Erzbistum Santo Domingo wieder ein Metropolitanbistum. Der von Papst Johannes XXIII. erlassenen Päpstlichen Bulle Solemne est nobis folgend gab das Erzbistum Santo Domingo am 1. April 1959 Teile seines Territoriums zur Gründung des Bistums Nuestra Señora de la Altagracia en Higüey ab. Infolge der von Papst Johannes Paul II. erlassenen Päpstlichen Bulle Spiritali christifidelium erfolgte am 8. November 1986 eine weitere Gebietsabtretung zur Gründung des Bistums Baní.